# Терранжу
Терранжу (фр. Terranjou) — новая коммуна на западе Франции, регион Пеи-де-ла-Луар, департамент Мен и Луара, округ Анже, кантон Шемийе-ан-Анжу. Расположена в 25 км к югу от Анже, в 15 км от автомагистрали А87. 
Население (2020) — 3 950 человек.

## История
Коммуна образована 1 января 2017 года путем слияния коммун Норт-Дам-д’Аллансон, Мартинье-Бриан и Шавань. Центром коммуны является Шавань. От него к новой коммуне перешли почтовый индекс и код INSEE. На картах в качестве координат Терранжу указываются координаты Шавани.

## Достопримечательности
- Развалины шато Мартинье-Бриан XVI века
- Церковь Сен-Жермен в Шавани XIV века, перестроенная в 1850-х годах в стиле неоготика
- Шато Нуайер XV-XVII веков в Мартинье-Бриан
- Шато Вильнёв XIV-XV веков в Мартинье-Бриан
- Церковь Святого Симплициана XIII-XIX веков в Мартинье-Бриан

## Экономика
Структура занятости населения:
- сельское хозяйство — 20,9 %
- промышленность — 11,4 %
- строительство — 10,4 %
- торговля, транспорт и сфера услуг — 31,5 %
- государственные и муниципальные службы — 25,7 %

Уровень безработицы (2020) — 4,5 % (Франция в целом — 12,7 %, департамент Мен и Луара— 11,0 %). 

Среднегодовой доход на 1 человека, евро (2020) — 22 000 (Франция в целом — 22 400, департамент Мен и Луара — 21 790).

## Администрация
Пост мэра Терранжу с 2007 года занимает Жан-Пьер Кошар (Jean-Pierre Cochard). На муниципальных выборах 2020 года возглавляемый им независимый список был единственным.
| Период | Период | Фамилия        | Партия | Примечания                  |
| ------ | ------ | -------------- | ------ | --------------------------- |
| 2017   |        | Жан-Пьер Кошар |        | фермер, бывший мэр Терранжу |

## Города-побратимы
- Кастеллина-ин-Кьянти, Италия

## Галерея

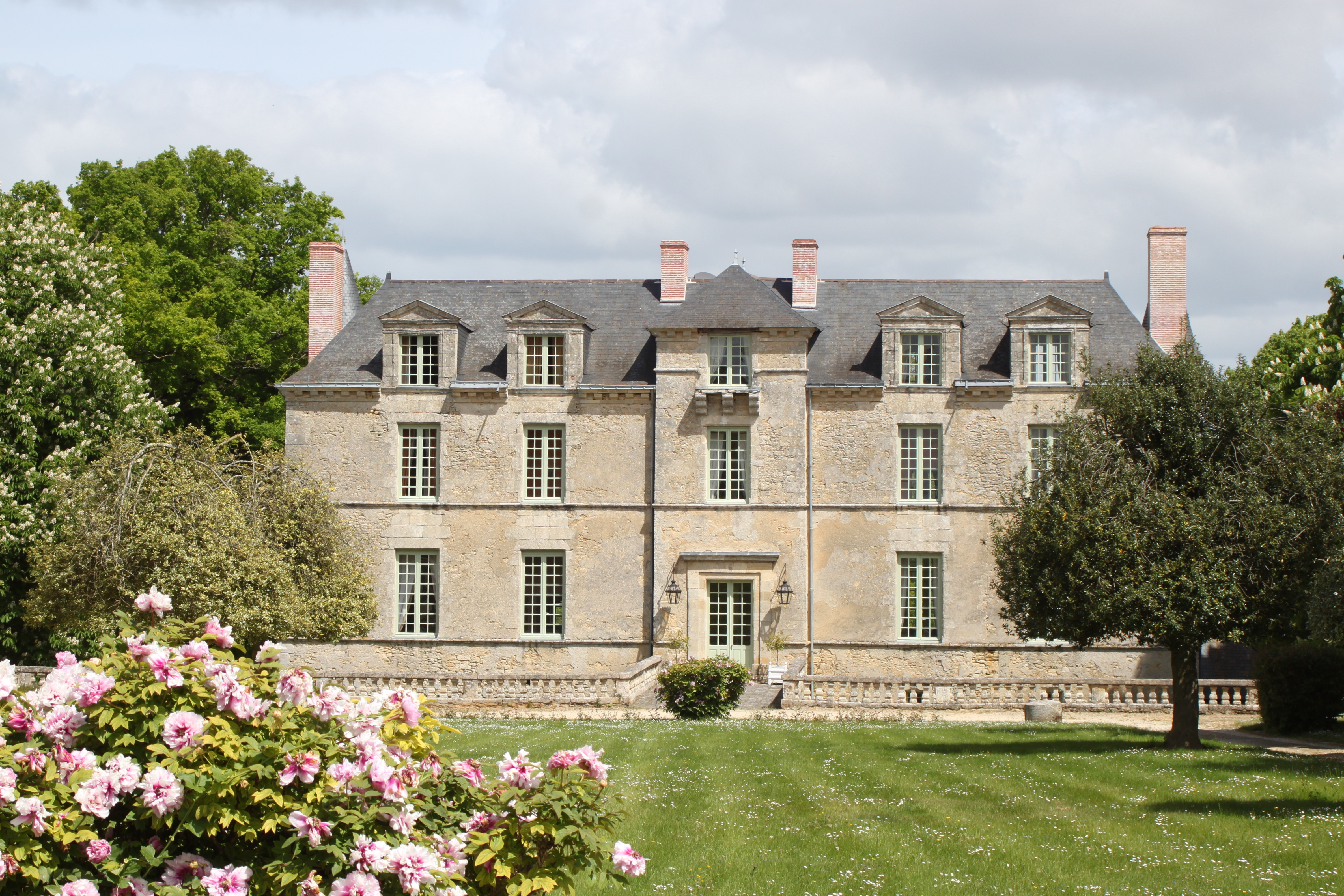
Шато Нуайер
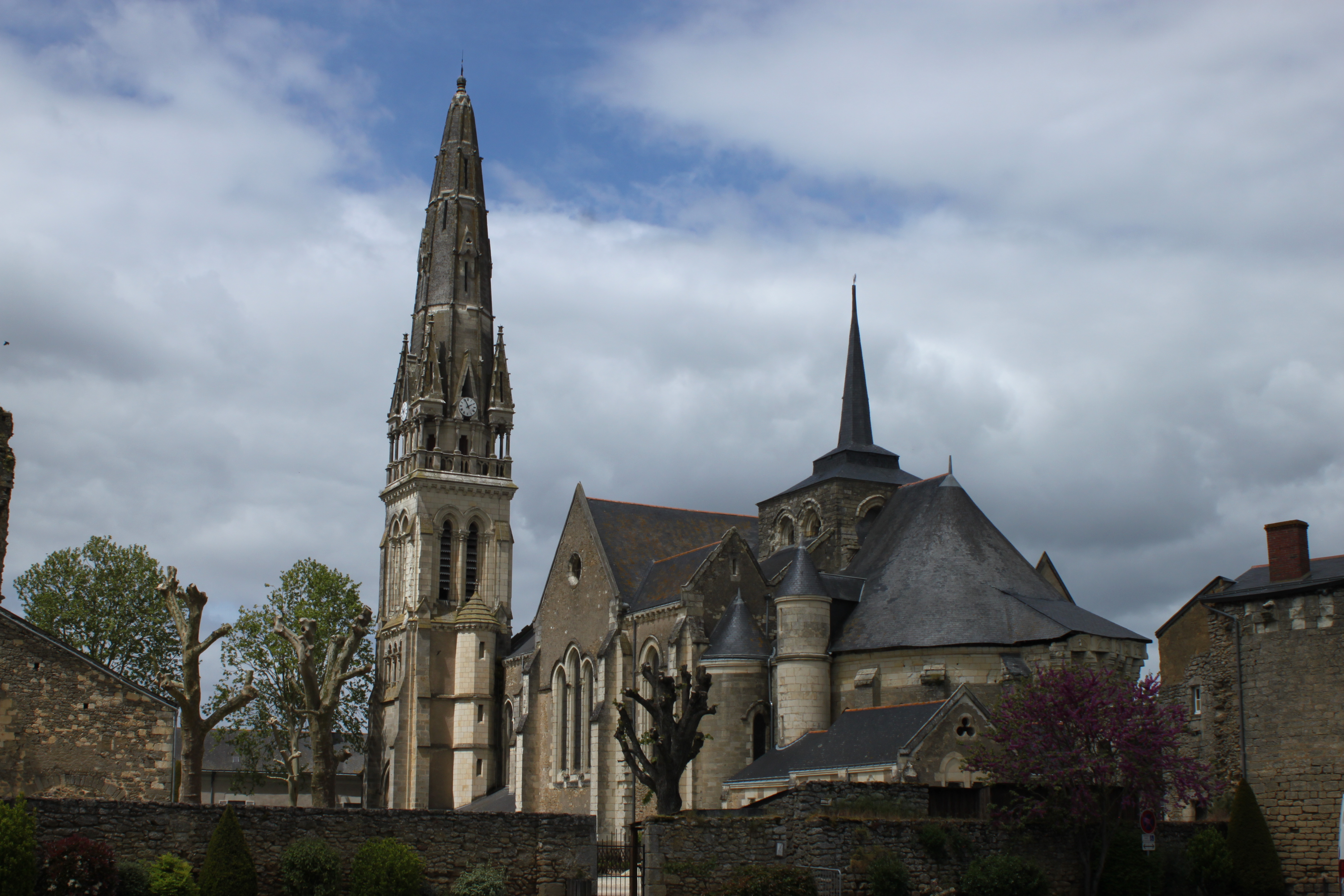
Церковь Святого Симплициана